# Lászka Balázs
Lászka Balázs (Budapest, 1978. május 26. –) magyar labdarúgó, középpályás, edző.

## Életpályája
Pályáját 1999-ben az FTC-nél kezdte. 2000 és 2007 között a Lombard Pápa Termál FC játékosa volt. 2007 és 2014 között a Budaörsi SC-nél játszott.
Játékos-pályafutása végén, 2014-től a REAC volt a klubja. Ezután a REAC másodedzője, majd edzője lett. 2020. január 1-jétől a BLSZ I. osztályú ASR Gázgyár együttesének edzője.